# Pescatoria hirtzii
Pescatoria hirtzii là một loài thực vật có hoa trong họ Lan. Loài này được (Waldv.) Dressler mô tả khoa học đầu tiên năm 2005.